# Topobea anisophylla
Topobea anisophylla är en tvåhjärtbladig växtart som beskrevs av José Jéronimo Triana. Topobea anisophylla ingår i släktet Topobea och familjen Melastomataceae. Utöver nominatformen finns också underarten T. a. ecuadorensis.